# Acinonyx aicha
Acinonyx aicha — вид вимерлих гепардів, представник родини котових з найбільш раннього плейстоцену Північної Африки (2,5 млн років тому). Викопні решти знайдено в Марокко (Ahl al Oughlam).

## Опис
Acinonyx aicha — гепард із примітивною будовою черепа, яка нагадує череп пантери; він близький до європейського A. pardinensis.